# 瑞瓦尔代伊
瑞瓦尔代伊（法語：Juvardeil，法語發音：[ʒyvaʁdɛj] ⓘ）是法国曼恩-卢瓦尔省的一个市镇，位于该省北部，属于瑟格雷区。

## 地理
瑞瓦尔代伊（47°39'18"N, 0°29'56"W）面积18.95 平方千米，位于法国卢瓦尔河地区大区曼恩-卢瓦尔省，该省份为法国西部内陆省份，大致对应安茹地区，北起顺时针与马耶讷省、萨尔特省、安德尔-卢瓦尔省、维埃纳省、德塞夫勒省、旺代省、大西洋卢瓦尔省和伊勒-维莱讷省接壤。
与瑞瓦尔代伊接壤的市镇（或旧市镇、城区）包括：谢夫、埃特里谢、莱欧当茹。

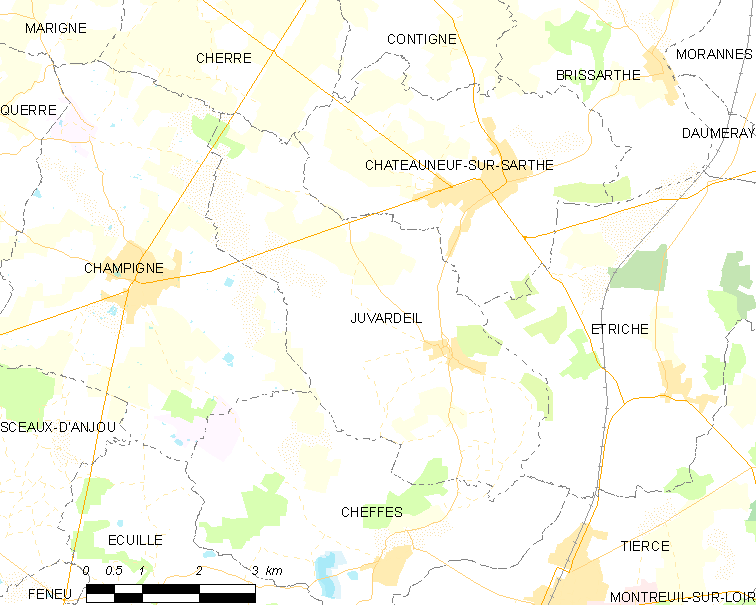
瑞瓦尔代伊的OSM定位图

瑞瓦尔代伊的时区为UTC+01:00、UTC+02:00（夏令时）。

## 行政
瑞瓦尔代伊的邮政编码为49330，INSEE市镇编码为49170。

## 政治
瑞瓦尔代伊所属的省级选区为蒂耶尔塞县。

## 人口

1962-2008年间瑞瓦尔代伊人口变化图示

瑞瓦尔代伊于2022年1月1日时的人口数量为828人。